# Планината на вещиците (филм, 2009)
„Планината на вещиците“ (на английски: Race to Witch Mountain) е американски научнофантастичен приключенски трилър от 2009 г. на режисьора Анди Фикман, в който участват Дуейн Джонсън в главната роля, АнаСофия Роб, Александър Лудвиг, Киърън Хайндс и Карла Гуджино. Филмът е римейк на игралния филм от Дисни – „Бягство в планината на вещиците“ (1975), който е адаптация на едноименния роман от 1968 г., написан от Александър Кей. Снимките започват в Лос Анджелис през март 2008 г. Пуснат е на 13 март 2009 г. със смесени отзиви, но има успех в боксофиса.
Това е второто сътрудничество на Джонсън със Фикман след „Игра по план“, който също е игрален филм на „Дисни“.